# Légzés

Az ember légzőrendszerének vázlatos ábrázolása

A légzés az élő szervezetek nagy részére jellemző életműködés. A légzésnek ugyanakkor rendkívül változatos formái léteznek. Az állatok légzése és a növények légzése alapvetően különbözik, és megint más a mikroorganizmusok légzése. Emellett nagyon eltérő légzési mechanizmusokat használnak az állatvilág különböző fejlettségű, és eltérő környezetben élő csoportjai is: bőrlégzést, kopoltyús légzést, trachealis légzést stb. Mindezek nehezen tekinthetőek át egy szócikken belül. Csak ennek figyelembevételével megbocsátható talán, hogy a jelen szócikk - sokkal általánosabb tartalmat ígérő címétől eltérően - alapjában csak az ember légzésével foglalkozik. Teszi ezt annak reményében, hogy a wiki bővülésével az előbb említett (vagy itt fel nem sorolt) tárgykörökről is jó szócikkek készülnek, amikor ez is - megfelelően átnevezve - egyike marad a légzés témakörében írt szócikkeknek.

A légzés azon működések összessége, amelyek során a szervezet az energiatermeléshez szükséges oxigént felveszi,  a sejtek anyagcseréjében felhasználja, és az eközben termelődött szén-dioxidot leadja. Ez a gázcsere a magzati életben a méhlepényen keresztül, a születés utáni első légvétellel kezdődően a légzés szervrendszerének közreműködésével valósul meg.

## Az ember légzése

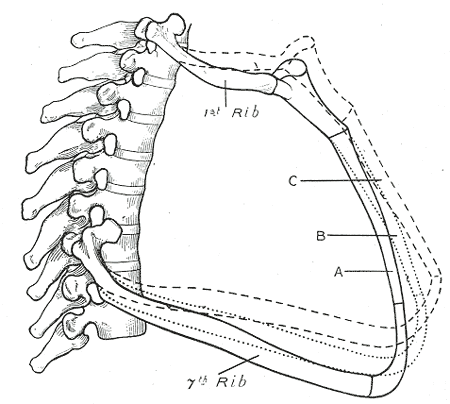
A mellkas légzőmozgásainak vázlatos ábrázolása.

### Külső légzés
A külső légtér és a vér közötti gázcsere, ami a tüdőkben történik. Ehhez a tüdőkben a levegőcserét a ki- és belégzés biztosítja. A tüdőkben a tüdőhólyagocskák falán és az azokat behálózó hajszálerek falán keresztül diffúzió útján jön létre a vér és a tüdőhólyagocskákban (alveolus) lévő levegő közötti O2- és CO2- anyagtranszport.
Belégzéskor a külső bordaközi izmok összehúzódnak, a bordák megemelkednek, a rekeszizom összehúzódása következtében megnyílik a mellhártyaüreg "pótlólagos" ürege (sinus phrenicocostalis), a rekeszkupolák süllyednek a mellüreg  térfogata megnő, amit passzívan követ a rugalmas tüdő, így a tüdőben lévő (intrapulmonaris) nyomás csökken, és a külső légtérből a légutakon keresztül levegő áramlik a tüdőbe.
Kilégzéskor a külső bordaközi izmok elernyednek, és a belső bordaközi izmok húzódnak össze, a bordák lesüllyednek, a rekeszizom elernyed, a rekeszkupolák megemelkednek, a sinus phrenicocostalis záródik, a mellüreg térfogata csökken, és ezzel a tüdő rugalmassága folytán összehúzódik, térfogata csökken és a tüdőben lévő nyomás nő, a levegő a légutakon keresztül kiáramlik. Nyugodt légzéskor egy egészséges felnőtt ember 1 perc alatt 16-szor vesz levegőt, ekkor 0,5 liter levegőt szívunk be és lélegzünk ki - ez a légzési térfogat (a nyugalomban belélegzett levegő mennyisége). Nehézlégzéskor a légzési segédizmok (mellizmok, széles hátizom, fűrészizmok, fejbiccentő izmok) is működésbe lépnek, és a beteg jellegzetes testhelyzetet vesz fel (félig ülő helyzet, a felső végtagokra támaszkodva). Jellemző tünet az orrszárnyi légzés is. Erőltetett légzéskor akár 2,5 liter levegőt is szívhatunk be - ez a belégzési tartalék. Kilégzéskor 1 liter kilégzési tartalék mindig megmarad. Vitálkapacitás: teljes belégzés, majd teljes kilégzés után a kilégzett levegő mennyisége (egészséges felnőttnél nagyjából 4 liter).
Belégzéskor felvesszük környezetünkből az oxigént, majd kilélegezzük az anyagcsere során keletkező szén-dioxidot. Az oxigén a vörösvérsejtek hemoglobinjához kötődik, és bekerül a vérkeringésbe, a vér pedig elszállítja a sejtekig. A sejtek szénsav formájában leadják a szén-dioxidot a vérplazmába, ami elszállítja azt a léghólyagocskáig, hogy ott kiválasztódjék. A tüdő tehát a veséhez hasonlóan egy fontos kiválasztó szerv, együttes működésük tartja fenn a test sav-bázis egyensúlyát. Azonban a vér szénsavtartalmának csak egy része távozik el, a fennmaradó rész feladata, hogy folyamatos ingerként szolgáljon a légzőközpont számára. A légzést tehát a vér kémiai összetétele  szabályozza. A légzőközpont a vér szén-dioxid-tartalmán kívül a sav- (pH) és oxigénmennyiségről is információt kap. A légzés automatikus szabályozás (akaratunktól független), és akaratlagos szabályozás alatt áll. Az automatikus szabályozás központja az agytörzsben, annak nyúltvelői részében található, melynek fő kémiai ingere a szén-dioxid-túltengés (és nem az oxigénhiány). A gátolt orrlégzés és az emiatt fokozódott szájlégzés is krónikus garatgyulladáshoz vezethet. Az orr melegítő, párásító, szűrő hatása kiesik, ezért az előkészítetlen levegő közvetlenül irritálhatja a garat nyálkahártyáját.

### Belső légzés
A belső légzés a sejtek és szövetek légzését kifejező fogalom: A sejtek felveszik a vér által szállított oxigént, és a sejtlégzésben részt vevő enzimek segítségével oxidálják a szerves vegyületeket.
A belső légzést, más szóval biológiai oxidációnak is nevezzük, ami természetes biológiai folyamat.
A folyamat lényege: a szerves kötés energiájának felszabadítása és ATP (energiaraktár) képzése, amit az alábbi egyszerűsített egyenlet magyaráz:
- (belélegzett levegő) C6H12O6 + 6 O2
- (kilélegzett) 6 CO2 + 6 H2O
- a kilélegzett CO2 a mitokondrium sejtalkotóban képződik

## A légutak
A légutak a következők:
- Orrnyílás
- Szájnyílás
- Orrüreg
- Szájüreg
- Garat
- Gége
- Légcső
- Tüdő
- Tüdőlebenyek
- Főhörgők
- Hörgők
- Hörgőcskék
- Léghólyagok
- Rekeszizom
- Bordaközi izmok

## Lásd még
- Diffúz légzés
- Lokalizált légzés
- Kopoltyú
- Bőrlégzés

## Galéria

Az ember légzőrendszerének vázlatos ábrázolása
Tüdőhólyagocskák (Alveolusok)
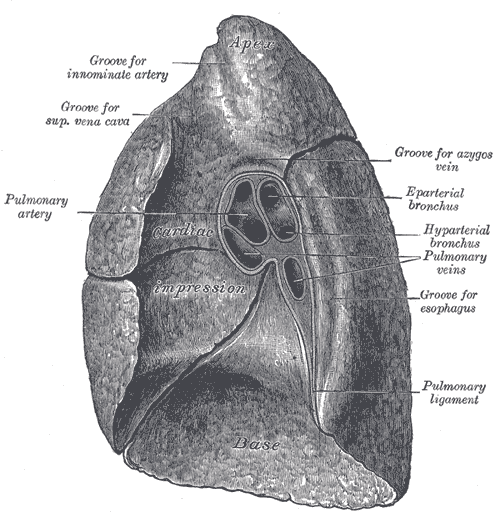
A jobb tüdő gátori (mediastinalis) felszíne
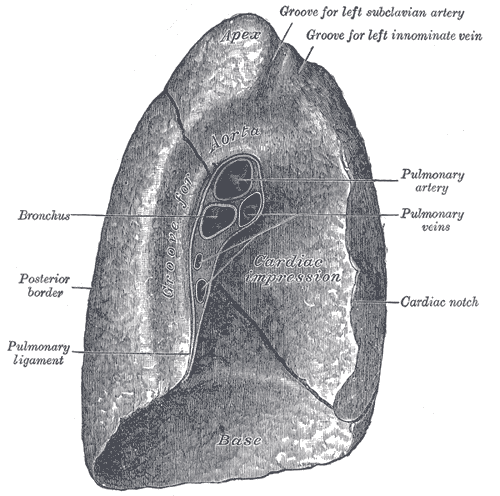
A bal tüdő gátori (mediastinalis) felszíne
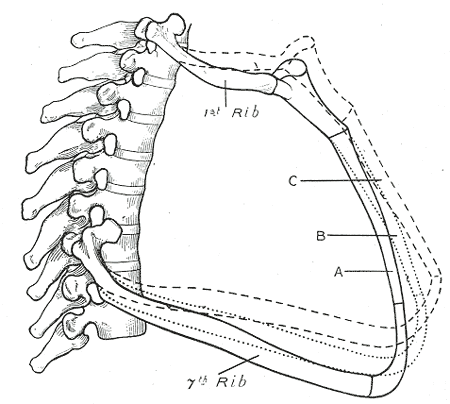
A mellkas légzőmozgásainak vázlatos ábrázolása